# Добролюбовка (Крым)
Добролю́бовка (до 1948 года Булгана́к; укр. Добролюбовка, крымскотат. Bulğanaq, Булгъанакъ) — село в Кировском районе Республики Крым, входит в состав Льговского сельского поселения (согласно административно-территориальному делению Украины — Льговского сельского совета Автономной Республики Крым).

## Население
| 2001 | 2014 |
| ---- | ---- |
| 330  | ↘263 |

Всеукраинская перепись 2001 года показала следующее распределение по носителям языка
| Язык             | Процент |
| ---------------- | ------- |
| русский          | 47.58   |
| крымскотатарский | 38.18   |
| украинский       | 12.73   |
| другие           | .52     |

### Динамика численности
| - 1915 год — 130/0 чел. - 1926 год — 145 чел. - 1939 год — 159 чел. - 1989 год — 300 чел. | - 2001 год — 330 чел. - 2009 год — 340 чел. - 2014 год — 263 чел. |

## Современное состояние
На 2017 год в Добролюбовке числится 2 улицы — Некрасова и Новая; на 2009 год, по данным сельсовета, село занимало площадь 46,4 гектара на которой, в 136 дворах, проживало 340 человек. Добролюбовка связана автобусным сообщением с городами Крыма, райцентром и соседними населёнными пунктами.

## География
Добролюбовка расположена на юго—западе района в степном Крыму, у границы с Белогорским районом, на левом берегу реки Восточный Булганак. Село лежит в северных отрогах горного массива Кубалач Внутренней гряды Крымских гор, высота центра села над уровнем моря — 196 м. Ближайшие сёла — Кривцово в 0,7 км на юг и Муромское — около 1 км на запад — оба Белогорского района. Райцентр Кировское — примерно в 34 километрах (по шоссе), там же ближайшая железнодорожная станция — Кировская (на линии Джанкой — Феодосия). Транспортное сообщение осуществляется по региональной автодороге 35Н-196 Пруды — Добролюбовка (по украинской классификации — С-0-10507).

## История
Впервые в доступных источниках селение встречается в Статистическом справочнике Таврической губернии. Ч.II-я. Статистический очерк, выпуск пятый Феодосийский уезд, 1915 год, согласно которому в деревне Булганак-Бер-Брюс Цюрихтальской волости Феодосийского уезда числилось 20 дворов (все дворы с землёй) с русским населением в количестве 130 человек приписных жителей, из которых 68 мужчин и 62 женщины. Жители владели 2862 десятинами удобной земли. В хозяйствах имелось 50 лошадей, 10 волов и 15 коров.
После установления в Крыму Советской власти, по постановлению Крымревкома от 8 января 1921 года была упразднена волостная система и село вошло в состав вновь созданного Старо-Крымского района Феодосийского уезда, а в 1922 году уезды получили название округов. 11 октября 1923 года, согласно постановлению ВЦИК, в административное деление Крымской АССР были внесены изменения, в результате которых округа ликвидировались и Старо-Крымский район стал самостоятельной административной единицей. Декретом ВЦИК от 04 сентября 1924 года «Об упразднении некоторых районов Автономной Крымской С. С. Р.» Старо-Крымский район был упразднён и село включили в Феодосийский район. Согласно Списку населённых пунктов Крымской АССР по Всесоюзной переписи 17 декабря 1926 года, в селе Булганак, Бурундукского сельсовета Феодосийского района, числилось 36 дворов, из них 35 крестьянских, население составляло 145 человек, из них 86 русских, 57 греков и 2 немца. Постановлением ВЦИК «О реорганизации сети районов Крымской АССР» от 30 октября 1930 года из Феодосийского района был выделен (воссоздан) Старо-Крымский район (по другим сведениям 15 сентября 1931 года) и село включили в его состав. По данным всесоюзная перепись населения 1939 года в селе проживало 159 человек.
В 1944 году, после освобождения Крыма от фашистов, согласно Постановлению ГКО № 5984сс от 2 июня 1944 года, 27 июня крымские греки были депортированы в Среднюю Азию. 12 августа 1944 года было принято постановление № ГОКО-6372с «О переселении колхозников в районы Крыма» и в сентябре того же года в село приехали первые переселенцы, 1268 семей, из Курской, Тамбовской и Ростовской областей, а в начале 1950-х годов последовала вторая волна переселенцев. С 1954 года местами наиболее массового набора населения стали различные области Украины. С 25 июня 1946 года Булганак в составе Крымской области РСФСР. Указом Президиума Верховного Совета РСФСР от 18 мая 1948 года, Булганак переименовали в Добролюбовку. 26 апреля 1954 года Крымская область была передана из состава РСФСР в состав УССР. После ликвидации в 1959 году Старокрымского района село переподчинили Кировскому. Время включения в Золотополенский сельсовет пока не установлено: на 15 июня 1960 года село уже числилось в его составе.
Указом Президиума Верховного Совета УССР «Об укрупнении сельских районов Крымской области», от 30 декабря 1962 года Кировский район был упразднён и село присоединили к Белогорскому. 1 января 1965 года, указом Президиума ВС УССР «О внесении изменений в административное районирование УССР — по Крымской области», вновь включили в состав Кировского. С 1 сентября 1970 года Добролюбовка в составе Льговского сельсовета. По данным переписи 1989 года в селе проживало 300 человек. С 12 февраля 1991 года село в восстановленной Крымской АССР, 26 февраля 1992 года переименованной в Автономную Республику Крым. С 21 марта 2014 года в составе Крыма аннексирована Россией.